# III Liceum Ogólnokształcące im. płk. Dionizego Czachowskiego w Radomiu
III Liceum Ogólnokształcące im. płk. Dionizego Czachowskiego w Radomiu – liceum ogólnokształcące w Radomiu, popularnie zwane Czachowskim, a dawniej Gajlówką, jedno z najstarszych radomskich liceów. Powstało w 1906 jako żeńska szkoła średnia z inicjatywy Marii Gajl. Upaństwowione w 1949 roku jako IV Państwowa Żeńska Szkoła Ogólnokształcąca. Od 1964 patronuje jej płk Dionizy Czachowski. Od 1965 roku istnieje pod obecną nazwą III Liceum Ogólnokształcącego.

## Historia

### Początki
W wyniku rewolucji 1905 roku w Królestwie Polskim car Mikołaj II wydał tzw. ukaz tolerancyjny, pozwalający na tworzenie szkół prywatnych z wykładowym językiem polskim. 1 marca 1906 Maria Gajl wraz ze swoją siostrą Aleksandrą, otworzyły 3-klasową szkołę żeńską, spełniającą program trzyletniego gimnazjum. Już w połowie tego samego roku doszło do przekształcenia placówki w 7-klasową szkołę. Pierwszą jej siedzibą był budynek przy ul. Michałowskiej 11 (obecnie ul. Sienkiewicza). Służył on jednak zaledwie 3 lata, bowiem w 1908 roku podopieczne Marii Gajl przeniosły się do budynków na rogu ulic Michałowskiej i Szerokiej (obecnie Sienkiewicza i Piłsudskiego). Duże wsparcie w początkach szkoły okazał inż. Stanisław Gajl – brat założycielek. W 1909 roku opuściło ją 14 pierwszych maturzystek. 
W 1912 roku szkoła przeniosła się do obecnej siedziby przy ulicy Traugutta 44 (wówczas Długiej 19). Przy budynku urządzono ogród oraz boiska do gier i zabaw ruchowych. Rok później zostało utworzone Towarzystwo Wpisów Szkolnych, które miało pomóc uczennicom, znajdującym się w trudnej sytuacji materialnej. 
W latach 1906–14 szkoła stała się jedną z najważniejszych placówek na oświatowej mapie Radomia. Nauka odbywała się w duchu patriotycznym. Niemal wszystkie zajęcia (z wyjątkiem historii Rosji i geografii) odbywały się w języku polskim. Nauczano nawet, mimo zakazu carskiego, historii Polski. Najbardziej uznanymi nauczycielkami placówki okresu przed I wojną światową były polonistka Aleksandra Gajl, historyczka Zofia Węgleńska oraz Eugenia Leśniewska, znawczyni literatury powszechnej. 

### I wojna światowa
Konflikt zbrojny, rozpoczęty w 1914 roku, zahamował dalszy rozwój placówki Marii Gajl. 20 lipca 1915 Radom zajęły wojska austriackie. W trakcie okupacji udało się reaktywować szkołę dzięki Komisji Szkolnej Ziemi Radomskiej, której członkiem była Gajl. W roku szkolnym 1917/18 szkołę przekształcono w 8-klasowe gimnazjum o profilu matematyczno-przyrodniczym. W latach 1914–18 szkołę ukończyło 69 uczennic. 
W tym okresie w Radomiu rozwijała się działalność harcerska, zwana wówczas skautingiem. Część podopiecznych szkoły wstąpiła w szeregi drużyny Stanisławy Gajewskiej. Wiele absolwentek zaangażowało się w pomoc ofiarom wojny jako sanitariuszki. Dwie z nich: Eugenia Tochtermann i Zofia Tokarska, zmarły w trakcie wojny w wyniku chorób zakaźnych. 

### Dwudziestolecie międzywojenne
Po odzyskaniu niepodległości w 1918 roku przystąpiono do pełnej reaktywacji szkoły, uprzątnięcia zniszczeń wojennych w budynku szkolnym, a także uzupełnienia kadry nauczycielskiej. Unowocześniono metody nauczania. W pierwszych latach zorganizowano i wyposażono pracownię fizyczną, chemiczną i przyrodniczą. 
Podczas wojny polsko-bolszewickiej absolwentki szkoły, tak jak w trakcie Wielkiej Wojny, pełniły rolę sanitariuszek. W szpitalach i na polach bitew zginęły m.in. Teresa Grodzińska i Maria Cyrańska, drużynowa żeńskiej drużyny przy Gimnazjum Marii Gajl. 
W 1926 z inicjatywy nowo utworzonego Koła Przyjaciół Młodzieży Marii Gajl w Radomiu, wydzierżawiono w letniskowej miejscowości Garbatka dwie działki, na których zbudowano willę “Radosna”, w której co roku wakacje spędzały mniej zamożne uczennice. W 1931 roku szkoła obchodziła 25-lecie istnienia. Z tej okazji placówka otrzymała sztandar, ufundowany przez absolwentki i Komitet Rodzicielski. 
W 1932 Maria Gajl otworzyła Szkołę Powszechną. Obie placówki zyskały nazwę Zakłady Naukowe Żeńskie Marii Gajl w Radomiu. W latach 1933–36 rozbudowano budynek szkoły przy ul. Traugutta 44. Wówczas m.in. nadbudowano II piętro, dobudowano nowe skrzydło z kilkoma salami lekcyjnymi i salą gimnastyczną. Przebudowa odbyła się dzięki inż. Józefowi Gajlowi. W 1934 w nowo otwartym holu zostały odsłonięte tablice, upamiętniające absolwentki – sanitariuszki, które utraciły życie w latach 1916-20 (Teresa Grodzińska, Maria Cyrańska, Zofia Tokarska, Eugenia Tochterman). Rozbudowany budynek pomieścił nowe pracownie przedmiotowe oraz powiększone zbiory biblioteczne. W 1934 w wyniku reorganizacji, ośmioklasowe gimnazjum przemieniono w czteroletnie gimnazjum i dwuletnie liceum typu humanistycznego i matematyczno-fizycznego. 
W 1936 roku dyrektor szkoły Maria Gajl obchodziła 55-lecie pracy nauczycielskiej. Za swoje dokonania, związane głównie z pracą na rzecz dzieła jej życia czyli Zakładów Naukowych, została uhonorowana Złotym Krzyżem Zasługi. Wówczas przestała pełnić rolę dyrektora, jednak wciąż była blisko szkoły, działając m.in. w Komitecie Rodzicielskim. Absolwentki opisywały Gajl jako życzliwą opiekunkę, troskliwą przyjaciółkę, ofiarną Polkę, najszlachetniejszego człowieka. Następczynią założycielki szkoły na stanowisku dyrektora została Helena Nurczyńska, która tę rolę pełniła do 1939 roku, gdy na jej miejsce powołana została Jadwiga Cyrańska. W okresie II Rzeczypospolitej szkołę ukończyło 354 dziewczęta. Istniały wówczas w szkole organizacje takie jak Bratnia Pomoc, hufiec szkolny Przysposobienia Wojskowego Kobiet, organ Polskiego Czerwonego Krzyża czy Drużyna Harcerska im. Teresy Grodzińskiej oraz chór szkolny, prowadzony przez Helenę Cibor.

### II wojna światowa
W trakcie pierwszych dni wojny obronnej 1939 roku budynek szkoły stał się szpitalem wojskowym. 9 września został zajęty przez Niemców. W listopadzie zorganizowano szkołę powszechną i gimnazjum w budynkach przy ul. Piłsudskiego. 9 stycznia 1940 władze okupacyjne zakazały organizowania dalszej nauki. Władze szkoły zorganizowały tajne nauczanie, które niebawem weszło w skład siatki tajnych kompletów w Generalnym Gubernatorstwie. Na bazie tajnego nauczania w latach 1940-45 liceum w profilach humanistycznym, przyrodniczym i klasycznym ukończyło 59 osób, a czwartą klasę gimnazjum 132 osoby.

### Po wojnie

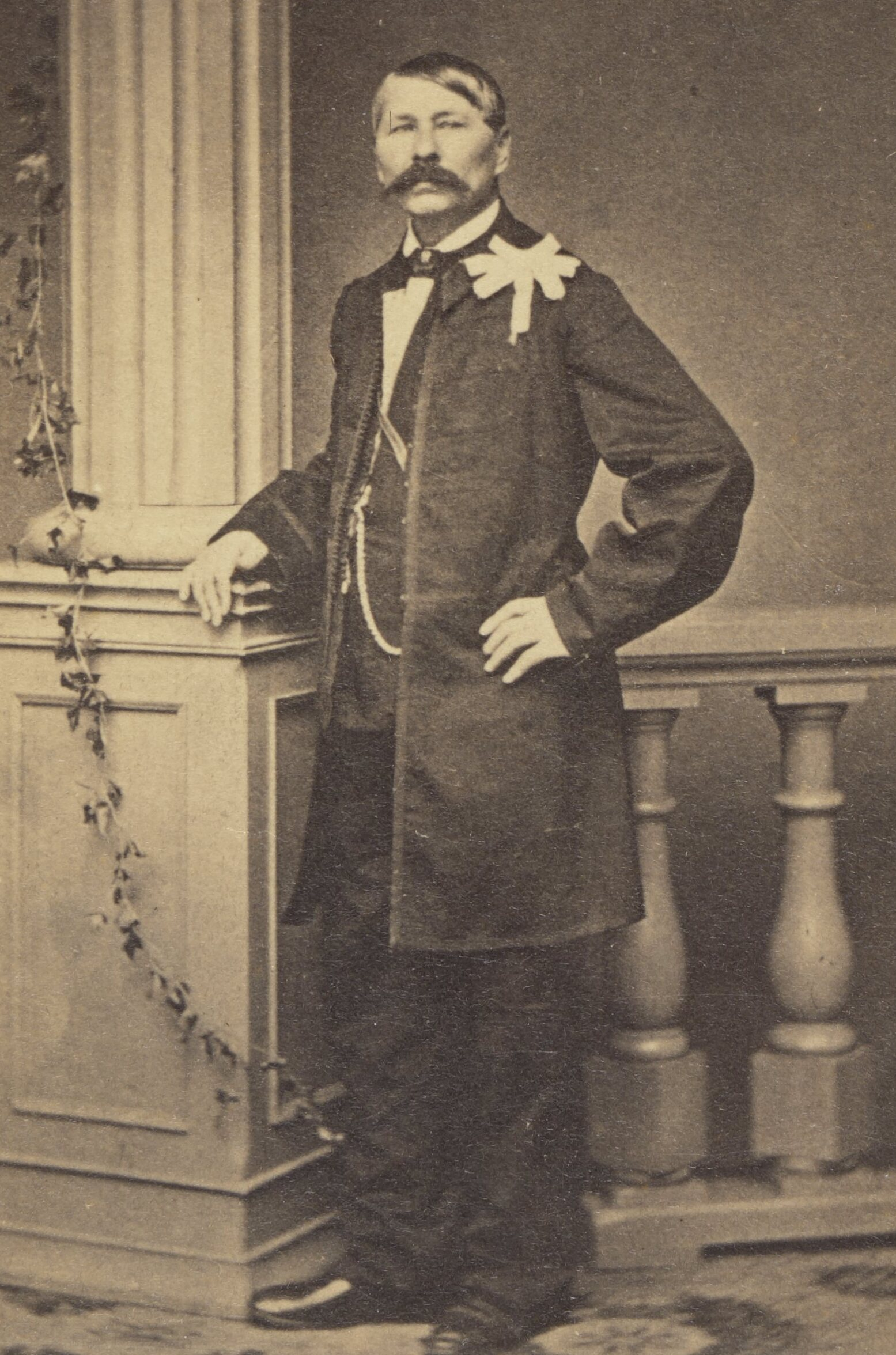
Dionizy Czachowski – patron szkoły od 1964 roku

Po zakończeniu działań wojennych, szkoła powróciła do budynku przy ul. Traugutta 44. W połowie 1945 roku została upaństwowiona. Na stanowisku dyrektora pozostała Jadwiga Cyrańska. We wrześniu 1945 zmarła Maria Gajl, założycielka szkoły, a jej pogrzeb stał się manifestacją patriotyczną. Po pewnym czasie udało się zorganizować naukę w ramach 6-klasowej szkoły powszechnej, 4-letniego gimnazjum oraz 2-letniego liceum typu humanistycznego, matematyczno-fizycznego i przyrodniczego. Zorganizowano również w roku szkolnym 1945/46 Koedukacyjne Gimnazjalne i Licealne Klasy Przyspieszone. 
W 1949 roku szkoła została upaństwowiona i od tego czasu jej tytuł brzmiał IV Państwowa Żeńska Szkoła Ogólnokształcąca stopnia licealnego. Po odejściu ze stanowiska Jadwigi Cyrańskiej, następowały bardzo częste zmiany na stanowisku dyrektora szkoły. W okresie 1949-60 tę funkcję pełnili kolejno: Franciszka Pleszczyńska (1949-50), Tadeusz Górka (1950-52), Teofil Pypeć (1952-1953), Stanisław Ornatowski (1953-1954), Józef Sadowski (1955-1958) i Bogusław Dembski (1958-1960). Za kadencji Stanisława Prokopa doszło do bardzo ważnych decyzji w historii szkoły. 16 stycznia 1964 roku patronem szkoły został płk Dionizy Czachowski, jeden z bohaterów powstania styczniowego, mocno związany z ziemią radomską. W 1965 roku dotychczasową nazwę czyli Liceum Ogólnokształcące nr 1 zmieniono na III Liceum Ogólnokształcące. W 1967 roku do liceum przyjęto pierwszych uczniów po 8-klasowej szkole podstawowej. Od tego czasu numerowano klasy I-IV (zamiast dawnego VIII-XI). W 1968 roku dyrektorką szkoły została Helena Dobaj. W roku szkolnym 1970/1971, realizując nowe programy nauczania, wprowadzono klasy profilowane. Początkowo obok profilu podstawowego istniały klasy o profilu matematyczno-fizycznym i humanistycznym, a następnie biologiczno-chemicznym. Z biegiem lat pojawiały się nowe typy klas jak podstawowa z językiem angielskim, matematyczno-informatyczna itp. 31 stycznia 1972 z inicjatywy społeczności szkolnej, liceum otrzymało sztandar. W 1977 stanowisko dyrektora objęła Aurelia Kustra, a w 1986 Andrzej Pleśniewicz. 

### Po 1990 roku
Na przełomie lat osiemdziesiątych i dziewięćdziesiątych doszło do remontu szkoły. Zaadaptowano strych i piwnicę na sale lekcyjne i szatnie, poszerzono korytarze. W 1989 roku urządzono pierwszą pracownię komputerową. Wyremontowano również dach i ułożono chodniki przed budynkiem szkoły. W 2002 roku po reformie edukacji ostatni raz odbyła się rekrutacja do nauki w formie 4-klasowej. Wówczas istniało 6 profili klas: biologiczno – chemiczny, ogólny z rozszerzonym językiem angielskim, ogólny z rozszerzonym językiem niemieckim, humanistyczny, prawno-europejski, matematyczno – informatyczny. Również w 2002 roku dyrektorem III Liceum Ogólnokształcącego została Danuta Sawicka. W 2003 roku szkoła, jako pierwsza w mieście, została wyposażona w monitoring. W 2006 roku, w dniach 28-29 września, szkoła uroczyście świętowała 100-lecie istnienia. Rok później oddano do użytku halę sportową z trybunami, szatniami oraz udogodnieniami dla osób niepełnosprawnych. W listopadzie 2007 roku w holu odsłonięte zostały tablice, upamiętniające absolwentki szkoły, które oddały życie za ojczyznę w latach 1916-20. W 2011 roku przed szkołą odsłonięto pomnik, upamiętniający bohaterów powstania styczniowego. 11 listopada tego samego roku, liceum otrzymało nowy sztandar. W 2016 odbyły się trzydniowe obchody 110-lecia istnienia placówki połączone ze zjazdem absolwentów. Na początku 2019 roku obowiązki dyrektora przejął Wojciech Chrzanowski po tym, jak ówczesną dyrektorkę zawieszono w obowiązkach.

## Dyrektorzy
W ponad stuletniej historii funkcję dyrektora szkoły pełniło 15 osób. Najdłużej na tym stanowisku, bo 30 lat zasiadała Maria Gajl – założycielka szkoły.
- 1906-1936 – Maria Gajl
- 1936-1939 – Helena Nurczyńska
- 1939-1949 – Jadwiga Cyrańska
- 1949-1950 – Franciszka Pleszczyńska
- 1950-1952 – Tadeusz Górka
- 1952-1953 – Teofil Pypeć
- 1953-1954 – Stanisław Ornatowski
- 1955-1958 – Józef Sadowski
- 1958-1960 – Bogusław Dembski
- 1964-1965 – Stanisław Prokop
- 1968-1977 – Helena Dobaj
- 1977-1986 – Aurelia Kustra
- 1986-2002 – Andrzej Pleśniewicz
- od 2002 – Danuta Sawicka (zawieszona 24 stycznia 2019 przez prezydenta Radomia[22]; w okresie zawieszenia obowiązki dyrektora pełnili: Wojciech Chrzanowski[23] i Norbert Sałuda[24])
- od 1.09.2021 p.o.dyrektora szkoły Norbert Sałuda.

## Rankingi
W ostatnich latach III Liceum Ogólnokształcące w Radomiu w Rankingu Liceów sporządzanym przez miesięcznik edukacyjny Perspektywy i Rzeczpospolitą, które biorą pod uwagę wyniki matur i sukcesy w olimpiadach, uzyskało następujące wyniki:
| Rok  | Miejsce w Polsce | Miejsce w województwie |
| ---- | ---------------- | ---------------------- |
| 2015 | 203              | 49                     |
| 2016 | 226              | 53                     |
| 2017 | 257              | 56                     |
| 2018 | 207              | 53                     |
| 2019 | 315              | 71                     |
| 2020 | 408              | 86                     |
| 2021 | 368              | 83                     |
| 2022 | 398              | 92                     |
| 2023 | 521              | 123                    |

Liceum uwzględniane było w rankingu portalu liceapolskie.pl, rankingu publikowanego w latach 2016-17. "Czachowski" uzyskał następujące wyniki:
| Rok  | Miejsce w Polsce |
| ---- | ---------------- |
| 2016 | 250.             |
| 2017 | 244.             |

## Znani absolwenci

### Absolwentki szkoły Marii Gajl
- Halina Bretsznajder – harcmistrzyni, oficer AK, zamordowana przez Niemców w 1942 roku,
- Helena Cibor – nauczycielka, założycielka kilku chórów szkolnych,
- Maria Fołtyn – polska śpiewaczka i reżyser operowy, założycielka i prezes Towarzystwa Miłośników Muzyki Moniuszki,
- Teresa Grodzińska – polska sanitariuszka, odznaczona pośmiertnie orderem Virtuti Militari,
- Halina z Grzecznarowskich Szpilmanowa – córka prezydenta Radomia Józefa Grzecznarowskiego, żona Władysława Szpilmana.

### Absolwenci III Liceum Ogólnokształcącego
- Marianna Bienkiewicz – polska urzędniczka, działaczka opozycji demokratycznej w okresie PRL.
- Mariusz Parlicki – polski poeta, prozaik, satyryk, krytyk literacki oraz eseista. Doktor nauk humanistycznych, nauczyciel akademicki.
- Przemysław Bednarczyk – historyk, reżyser wielu filmów o tematyce historycznej[25].
- Sonia Śledź – dziennikarka sportowa, współpracująca z Canal+ Sport
- Piotr Patkowski – wiceminister finansów
- Szymon Jadczak – dziennikarz śledczy, laureat nagrody Dziennikarz Roku 2022[26].
- Monika Sobczak – dyplomatka i urzędniczka, Konsul Generalna RP w Houston[27]